# 小西鼓子
小西 鼓子（こにし ここ、4月27日 - ）は、チューリップテレビ (TUT) のアナウンサー。

## 来歴
京都府京都市出身。同志社女子中学校・高等学校、同志社大学商学部卒業。大学在学時には関西アナウンススクールにも通っていた。
大学を卒業後、2020年にチューリップテレビに入社。報道制作局に配属され、同局のアナウンサーになる。

## 担当番組
- ニュース6 - サブキャスター[1]
- ミタイノコレクション - リポーター[1] → MC[6]、「とやま新発見！ココの太鼓判」担当（2022年 - ）[7]
- THE TIME,（TBS） - 「列島リアルタイム中継」富山県担当リポーター[5][6]
- とやまメモらナイト - ナビゲーター[6]
- 柴田理恵認定 ゆるゆる富山遺産 - 8代目MC[8]